# Kabupaten Soppeng
Kabupaten Soppeng är ett kabupaten i Indonesien.   Det ligger i provinsen Sulawesi Selatan, i den centrala delen av landet, 1 500 km öster om huvudstaden Jakarta. Antalet invånare är 223 826. Arean är 1 359 kvadratkilometer.
Terrängen i Kabupaten Soppeng är varierad.